# Vaszília
A Vaszília a görög eredetű latin Basilius (magyarul Bazil, Vászoly, Vazul) férfinév női párja.

## Rokon nevek
- Bazilia:[1] a Bazil férfinév görög női párja.

## Gyakorisága
Az 1990-es években a Vaszília és a Bazilia szórványos név, a 2000-es években nem szerepelnek a 100 leggyakoribb női név között.

## Névnapok
- április 22.[2]
- május 30.[2]
- június 11.[2]